# Carl Friedrich Franz Victor von Alten
Carl Friedrich Franz Victor Graf von Alten (sinh ngày 1 tháng 8 năm 1833 tại Hannover; mất ngày 24 tháng 9 năm 1901 tại Gainfarn, Đế quốc Áo-Hung) là một Thượng tướng Kỵ binh của Vương quốc Phổ.

## Cuộc đời
Alten khởi đầu sự nghiệp quân sự của mình vào năm 1852 với quân hàm Trung úy trong lực lượng Kỵ binh Cận vệ của Vương quốc Hanover, nhưng về sau ông gia nhập lực lượng Quân đội Phổ. Vào năm 1862, ông được bổ nhiệm làm tùy viên quân sự tại tòa Công sứ Phổ ở Den Haag, và vào năm 1866, ông được phong quân hàm Đại úy và trở thành chỉ huy đội kỵ binh trong Trung đoàn Thương kỵ binh Cận vệ số 1. Trên cương vị này, ông đã tham gia chiến đấu tại trận Königgrätz trong cuộc Chiến tranh nước Đức năm 1866.
Trong cuộc Chiến tranh Pháp-Đức (1870 – 1871) ông được thăng quân hàm Thiếu tá. Trên cương vị là sĩ quan phụ tá của Vua Wilhelm I, và chứng kiến lễ tấn phong Wilhelm I làm vị Hoàng đế đầu tiên của một Đế quốc Đức thống nhất vào ngày 18 tháng 1 năm 1871 tại Versailles. Vào năm 1876, ông được phong cấp Thượng tá và trở thành tư lệnh của Trung đoàn Cận vệ tại thành phố Potsdam. Vào năm 1882, ông được thăng quân hàm Thượng tá và trở thành tư lệnh của Lữ đoàn Kỵ binh Cận vệ số 1 ở Berlin, đến năm 1887 lại lên chức Trung tướng và chỉ huy Sư đoàn Kỵ binh Cận vệ. Sang năm sau (1888), ông được bổ nhiệm làm Tướng phụ tá của Đức hoàng Friedrich III.
Về sau, ông được bổ nhiệm làm Thống đốc quân sự của pháo đài liên bang Ulm vào năm 1889 và cuối cùng, năm 1891 ông được Đức hoàng Wilhelm II bổ nhiệm làm Thượng tướng Kỵ binh thuộc quyền Hoàng đế.
Alten là một nhân vật nổi tiếng trong xã hội Berlin và được đề cập đến trong một số tiểu thuyết của nhà văn Theodor Fontane.

## Phong tặng và vinh danh
- 1893: Huân chương Đại bàng Đỏ Hạng nhất với Bảo kiếm và Kim cương

## Gia đình
Chị gái của Alten là Luise Gräfin von Alten, Công nương của Manchester và Devonshire. Người anh/em họ của ông là tướng Emil von Albedyll – Bộ trưởng Nội các Quân sự Phổ và Đức.